# Superstition – Spiel mit dem Feuer
Superstition – Spiel mit dem Feuer (Alternativtitel: Spiel mit dem Feuer oder Julie – Im Feuer der Unschuld; Originaltitel: Superstition) ist ein britisch-niederländisch-luxemburgischer Thriller aus dem Jahr 2001. Regie führte Kenneth Hope, das Drehbuch schrieben Kate Dennis und Paul Hoffman.

## Handlung
Die 19-jährige Engländerin Julie kümmert sich um das Kind eines italienischen Ehepaares. Das Kind stirbt im Feuer, dessen Ursache nicht ermittelt werden kann. Julie wird des Mordes angeklagt und kommt vor Gericht. Es stellt sich heraus, dass sie über übernatürliche Kräfte verfügt, die oft ihre Wirkung unabhängig von Julies Willen entfalten. Der Fall wird in den Medien bekannt, die Julie als eine Hexe bezeichnen. Ein junger Anwalt setzt sich für sie ein.

## Kritiken
Film-Dienst schrieb, der Film sei ein „Mystery-Thriller, der sich an einen authentischen Prozess“ anlehne und „die Frage nach paranormalen Vorgängen“ stelle, die „wissenschaftlich nicht zu erklären“ seien.

## Auszeichnungen
Kenneth Hope wurde im Jahr 2001 für das Goldene Kalb des Niederländischen Filmfestivals und für einen Preis des Cherbourg-Octeville Festival of Irish & British Film nominiert.

## Hintergründe
Die Weltpremiere fand am 13. Oktober 2001 auf dem Cherbourg-Octeville Festival of Irish and British Film statt. Acht Tage später wurde der Film auf dem Bergen International Film Festival gezeigt, dem weitere Festivals folgten. In den meisten Ländern wurde er direkt auf DVD, Video oder im Fernsehen veröffentlicht.